# リバー級機雷掃討艇
リバー級機雷掃討艇（リバーきゅうきらいそうとうてい、英語: River-class mine hunter）は、南アフリカ海軍の機雷掃討艇の艦級。

## 概要
本級は、アパルトヘイト政策による制裁回避のため南アフリカ運輸省が調査船として4隻発注し、当初の艦名はアフリカーンス語で「調査」を意味するナヴォロス（アフリカーンス語: Navors）I - IVとなっていた。
1988年2月に南アフリカ海軍へ編入され、艦船接頭辞が「RV」（英語: Research Vessel）から「SAS」（英語: South African Ship）に変更されている。

## 同型艦
| 艦番号 | 艦名                   | 旧艦名                    | 建造                             | 就役            |
| ------ | ---------------------- | ------------------------- | -------------------------------- | --------------- |
| M1499  | ウムコマース Umkomaas  | ナヴォロス I Navors I     | アベキング・アンド・ラスムッセン | 1981年 1月13日  |
| M1213  | ウムゲニ Umgeni        | ナヴォロス II Navors II   | アベキング・アンド・ラスムッセン | 1981年 3月1日   |
| M1142  | ウムジンクル Umzimkulu | ナヴォロス III Navors III | アベキング・アンド・ラスムッセン | 1981年 10月31日 |
| M1212  | ウムホルティ Umhloti   | ナヴォロス IV Navors IV   | アベキング・アンド・ラスムッセン | 1981年 12月15日 |